# Население на Шри Ланка
Населението на Шри Ланка през 2012 година е 20 263 723 души и нараства с 0,71 % годишно.

## История на преброяването
Първото официално преброяване в страната се провежда от Главния кабинет по регистрациите на 27 март 1871 година и с това става най-старото преброяване в страните от Асоциацията за регионално сътрудничество в Южна Азия. След тази дата преброявания се провеждат обикновено на всеки 10 години, с някои изключения. Заради Втората световна война, вместо през 1941 година, преброяването е направено през 1946 година. Това от 1951 година е отложено за 1953 поради недостиг на хартия, а следващото, вместо през 1961 се провежда през 1963. Традицията да се прави преброяване в годините, завършващи на 1 продължава до 1991 година, когато то въобще не може да се състои поради нарушения, преобладаващи в северните и източните части на страната. Последното преброяване е направено през 2011 година.

## Възрастова структура
(2012)
- 0-14 години: 25,8 % (мъжe 2 605 251 / жени 2 490 416)
- 15-64 години: 62 % (мъжe 6 285 118 / жени 6 606 196)
- над 65 години: 12,2 % (мъжe 602 470 / жени 649 124)

(2010)
- 0-14 години: 23,9% (мъжe 2 594 815 / жени 2 493 416)
- 15-64 години: 68% (мъжe 7 089 307 / жени 7 418 123)
- над 65 години: 8,1% (мъжe 803 172 / жени 926 372)

## Коефициент на плодовитост
- 2000 – 1,98
- 2010 – 1,96

## Етнически състав (2012)
- 15 173 820 (74,9 %)- синхали[1]
- 2 270 924 (11,2 %) – шриланкски тамили
- 1 869 820 (9,2 %) – шриланкски моори (шриланкски мюсюлмани)
- 842 323 (4,2 %) – индийски тамили
- 37 061 (0,2 %) – бургери (европейски и австралийски преселници)
- 40 189 (0,2 %) – малайци
- 6075 (0 %) – чети
- 1688 (0 %) – бхарата
- 21 823 (0,1 %) – други

## Религия (2012)
- 14 222 844 (70,2 %) – будисти[1]
- 2 554 606 (10,9 %) – индуисти
- 1 967 227 (9,7 %) – мюсюлмани
- 1 237 038 (6,1 %) – католици
- 272 568 (1,3 %) – други християни
- 9440 (0,0) – други

## Език
Има два официални езика – синхалски език, който се говори от 74 % от населението на Шри Ланка и тамилски.